# Waltheria albicans
Waltheria albicans là một loài thực vật có hoa trong họ Cẩm quỳ. Loài này được Turcz. miêu tả khoa học đầu tiên năm 1858.